# Highlands County
Das Highlands County ist ein County im Bundesstaat Florida der Vereinigten Staaten. Der Verwaltungssitz (County Seat) ist Sebring.

## Geographie
Das County hat eine Fläche von 2865 Quadratkilometern, wovon 202 Quadratkilometer Wasserfläche sind. Es grenzt im Uhrzeigersinn an folgende Countys: Okeechobee County, Glades County, Charlotte County, DeSoto County, Hardee County und Polk County. Im Gebiet liegt der Lake Istokpoga.
Das County wird vom Office of Management and Budget zu statistischen Zwecken unter dem Namen Sebring, FL Metropolitan Statistical Area geführt.

## Geschichte
Das Highlands County wurde am 23. April 1921 aus Teilen des DeSoto County gebildet und nach der leicht erhöhten Lage benannt. Dieses County ist noch heute eine beliebte Touristengegend.

## Demografische Daten
Nach der Volkszählung im Jahr 2010 lebten im Highlands County 98.786 Menschen in 55.363 Haushalten. Die Bevölkerungsdichte betrug 37,1 Einwohner pro Quadratkilometer. Ethnisch betrachtet setzte sich die Bevölkerung zusammen aus 81,0 % Weißen, 9,4 % Afroamerikanern, 0,5 % Indianern und 1,5 % Asian Americans. 5,5 % waren Angehörige anderer Ethnien und 2,2 % verschiedener Ethnien. 17,4 % der Bevölkerung bestand aus Hispanics oder Latinos.
Im Jahr 2010 lebten in 22,0 % aller Haushalte Kinder unter 18 Jahren sowie 50,1 % aller Haushalte Personen mit mindestens 65 Jahren. 65,8 % der Haushalte waren Familienhaushalte (bestehend aus verheirateten Paaren mit oder ohne Nachkommen bzw. einem Elternteil mit Nachkomme). Die durchschnittliche Größe eines Haushalts lag bei 2,28 Personen und die durchschnittliche Familiengröße bei 2,74 Personen.
20,2 % der Bevölkerung waren jünger als 20 Jahre, 17,5 % waren 20 bis 39 Jahre alt, 22,7 % waren 40 bis 59 Jahre alt und 39,6 % waren mindestens 60 Jahre alt. Das mittlere Alter betrug 52 Jahre. 48,9 % der Bevölkerung waren männlich und 51,1 % weiblich.
Das jährliche Durchschnittseinkommen eines Haushalts betrug 35.350 USD, dabei lebten 19,0 % der Bevölkerung unter der Armutsgrenze.
Im Jahr 2010 war englisch die Muttersprache von 82,09 % der Bevölkerung, spanisch sprachen 14,55 % und 3,36 % hatten eine andere Muttersprache.

## Kultur und Sehenswürdigkeiten

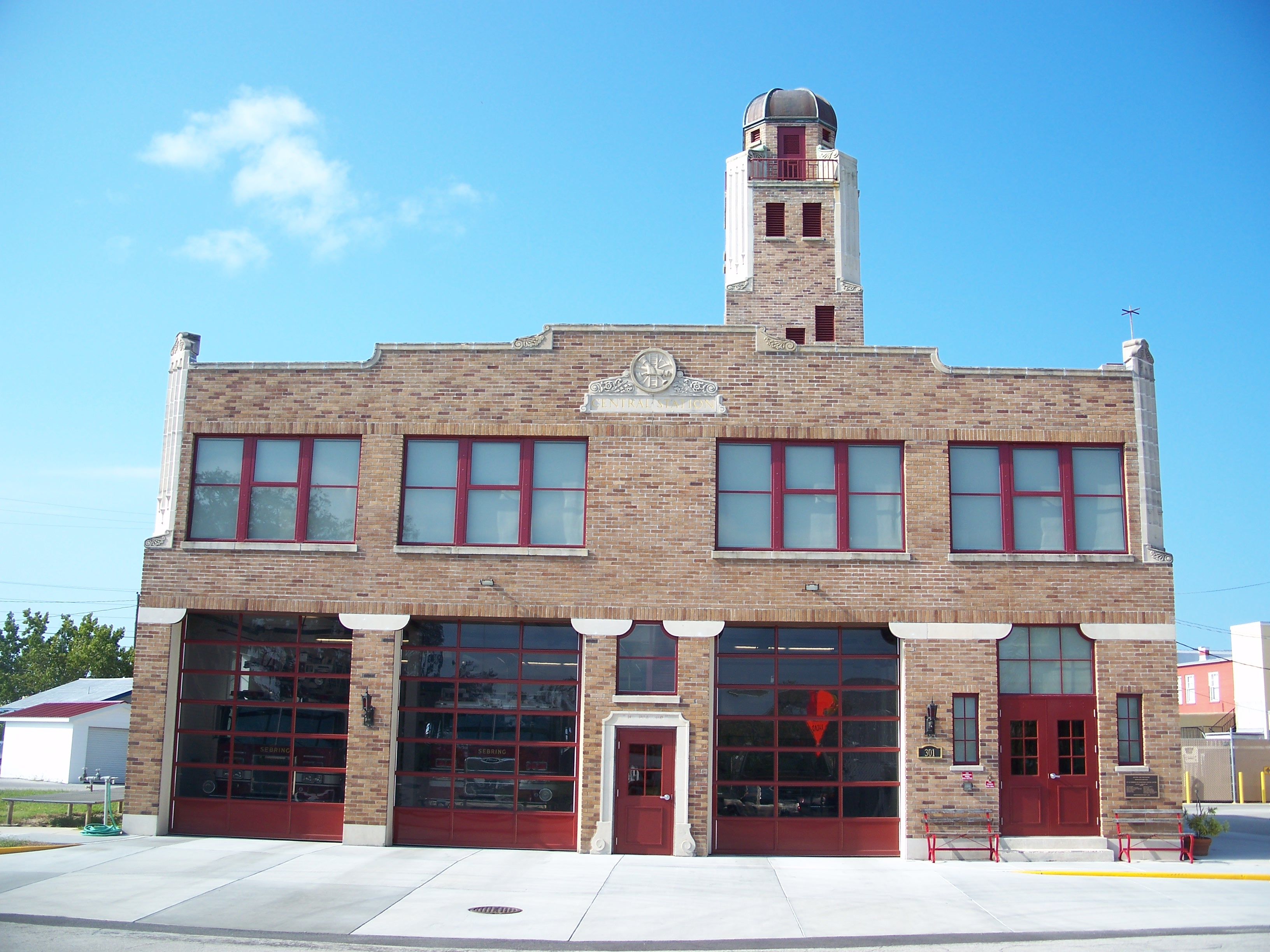
Central Station (2010). Die Feuerwache wurde 1927 im Stile des Art déco erbaut und im August 1989 als erstes Objekt im Highlands County in das NRHP eingetragen.

17 Bauwerke, Stätten und Historic Districts („historische Bezirke“) im Highlands County sind im National Register of Historic Places („Nationales Verzeichnis historischer Orte“; NRHP) eingetragen (Stand 20. Januar 2023), darunter das Gerichts- und Verwaltungsgebäude des County, drei Bahnhöfe und zwei Hotels.

## Weiterführende Bildungseinrichtungen
- South Florida Community College in Avon Park

## Orte im Highlands County
Orte im Highlands County mit Einwohnerzahlen der Volkszählung von 2010:
Cities:
- Avon Park – 8.836 Einwohner
- Sebring (County Seat) – 10.491 Einwohner

Town:
- Lake Placid – 2.223 Einwohner